# نایواشا
نایواشا (به انگلیسی: Naivasha) شهری در استان ریفت والی واقع در کشور کنیا است که در سال ۱۹۹۹ میلادی ۳۲٫۲۲۲ نفر جمعیت داشته و جمعیت آن در سال ۲۰۰۵ میلادی به ۴۲٫۸۶۰ نفر رسیده‌است.